# 서사철학
《서사철학》(영어: Philosophy of Tale)은 철학가 김용석이 지은 철학 서적이다. 2009년 10월 26일 대한민국에서 발행되었다.

## 저자
저자 김용석은 로마 사피엔짜 대학교에서 정치학, 사회학을 공부하였다. 이후 로마 그레고리안 대학교에서 철학을 전공했고, 해당 대학 철학과 교수를 역임하였다. 2009년부터 그는 영산대학교 P.P.E학부(영어: School of Philosophy, Politics and Econmics) 교수로 재직하고 있다.

## 소개
과거 철학은 진리, 원리, 윤리를 탐구하는 게 그 목적이었다. 하지만 저자는 여기에 설리(說利) 탐구를 추가한다. 즉, 이야기 탐구를 통해 철학의 목적을 이룰 수 있다는 게 그의 주장이다. 그의 연구는 아리스토텔레스의 《시론》에 기본 바탕을 두고 있다. 책에서는 이런 서사철학을 이용해서 각종 신화, 진화론, 영화, 애니메이션, 만화, 동화를 분석해 나가고 있다.